# Sexe, gombo et beurre salé
Sexe, gombo et beurre salé  es una película del año 2008.

## Sinopsis
Hortense, una enfermera de origen africano de unos cuarenta años, deja su familia para unirse a su amante Jean-Paul, criador de ostras en la bahía de Arcachon. Su marido Malik, un hombre de sesenta años machista y tradicionalista empedernido, siente que su mundo se derrumba a su alrededor. De pronto se encuentra solo con dos hijos de doce y seis años. Por si fuera poco, se entera brutalmente de que su hijo mayor de 24 años, Dani, es gay. La inesperada llegada de la guapa y misteriosa Amina, de Myriam, la vecina solitaria, y de Mama Afoué, su cuñada de Abiyán, hará que todo vaya mucho más deprisa.